# Neea subglabrata
Neea subglabrata är en underblomsväxtart som beskrevs av Julian Alfred Steyermark. Neea subglabrata ingår i släktet Neea och familjen underblomsväxter. Inga underarter finns listade i Catalogue of Life.